# Белово (Вологодская область)
Белово — деревня в Грязовецком районе Вологодской области.
Входит в состав Вохтожского муниципального образования, с точки зрения административно-территориального деления — в Вохтогский сельсовет.
Расстояние по автодороге до районного центра Грязовца — 65 км, до центра муниципального образования Вохтоги — 8 км. Ближайшие населённые пункты — Родионово, Корючево, Целенниково, Михалково.
По переписи 2002 года население — 5 человек.